# Begriffspaar
Ein Begriffspaar besteht aus zwei Begriffen, die in einer gegenseitigen Bedeutungsbeziehung stehen. Eine gegenseitige Bedeutungsbeziehung liegt vor, wenn die Bedeutungsbestimmung des einen Begriffes die Kenntnis der Bedeutung des jeweils anderen Begriffes erfordert. Daraus folgt, dass die Kenntnis der Bedeutung eines Begriffspaares nicht schrittweise erreicht werden kann, indem erst ein Begriff definiert wird und dann der zweite; denn auf diesem Wege träten Zirkeldefinitionen auf. D.h. das Bedeutungsverstehen tritt für beide Begriffe des Begriffspaares gleichzeitig auf oder gar nicht. Dies gilt für alle Begriffspaare wie etwa klein – groß, leicht – schwer, wahr – falsch, links – rechts, oben – unten, weiblich – männlich, klug – dumm, Form – Inhalt, Menge – Element, Allgemeines – Einzelnes, Gesellschaft – Individuum, Eltern – Kinder, größer als – nicht größer als, etwas – nichts, innen – außen usw.
Begriffspaare sind die einfachste Form ganzheitlicher Begriffssysteme. Sie lassen sich hinsichtlich ihrer Bedeutungsbeziehung und aufgrund ihrer Anwendungsfunktionen klassifizieren.

## Bedeutungsbeziehungen von Begriffspaaren

### Die Negation
Nicht selten ist die Bedeutungsbeziehung durch eine Negation gegeben, wobei die Bedeutungsbeziehung durch gegenseitige Negation kontradiktorischer oder konträrer Natur sein kann. Im Falle der Kontradiktion handelt es sich bei dem Begriffspaar um einen kontradiktorischen Gegensatz wie etwa bei den Begriffspaaren Etwas – Nichts oder größer als – nicht größer als.
Besteht die Bedeutungsbeziehung aus einer gegenseitig konträren Negation, so stellt das Begriffspaar einen konträren Gegensatz dar, wie etwa leicht – schwer, klein – groß, wahr – falsch, klug – dumm etc.
Siehe auch: Dichotomie

### Die Ganzheitsbeziehung
Die Bedeutungsbeziehung kann auch eine Ganzheitsbeziehung in dem komplementären Sinne sein, so dass das Begriffspaar eine Ganzheit beschreibt oder darstellt. Dies gilt z. B. für die Begriffspaare
Form – Inhalt, weiblich – männlich, Eltern – Kinder, Allgemeines – Einzelnes, Menge – Element, Gesellschaft – Individuum.
Die Ganzheiten, die hier durch die genannten Begriffspaare impliziert werden und durch die die gegenseitige Bedeutungsbeziehung der beiden Begriffe des Begriffspaares bestimmt ist, lassen sich wie folgt benennen:
Ein Gegenstand ist durch seine Form und seinen Inhalt bestimmt. Die Möglichkeit zur Nachkommenerzeugung ist durch das Begriffspaar männlich – weiblich festgelegt. Eine Familie besteht aus Eltern und Kindern, wobei auch die entsprechenden Singularformen vorkommen können. Die Ganzheit von etwas Allgemeinem und dem zugeordneten Einzelnen ist eine Erkenntnis. Die Ganzheit aus Menge und den zugehörigen Elementen ist die allgemeinste Form eines Raumes. Die Ganzheit aus Gesellschaft und Individuen ist – allerdings je nach Gesellschaftstheorie – eine Gemeinschaft.
Die gegenseitige Bedeutungsbeziehung wird also durch den Bezug auf eine Ganzheit gestiftet, die erst durch das Zusammenwirken der beiden Begriffe des Begriffspaares entsteht.

## Die Klassifikation nach Anwendungsfunktionen
Wenn sich die Begriffe von Begriffspaaren dazu eignen, mehrfach auf ihre Objektbereiche angewandt zu werden, so lassen sie sich als symmetrische und als asymmetrische Begriffspaare unterscheiden.
Wendet man z. B. das Begriffspaar wahr – falsch mehrfach auf den Objektbereich der Aussagen an, dann lassen sich Aussagen bilden wie:
(A1) „Es ist wahr, dass die Aussage wahr ist.“ oder
(A2) „Es ist falsch, dass die Aussage falsch ist.“
Die Aussage (A1) ist die doppelte Anwendung des Prädikates wahr, und dies führt dazu, dass sich der Wahrheitswert der betrachteten Aussage nicht ändert.
Die Aussage (A2) ist die doppelte Anwendung des Prädikates falsch, und dies führt dazu, dass sich der Wahrheitswert der betrachteten Aussage ändert.
Wenn die beiden Begriffe eines Begriffspaares in ihrer doppelten Anwendung zu unterschiedlichen Ergebnissen führen, dann wird das Begriffspaar als asymmetrisches Begriffspaar bezeichnet. Das Begriffspaar wahr – falsch ist asymmetrisch. Führt die doppelte Anwendung der Begriffe eine Begriffspaares zu den gleichen Ergebnissen, so wird dieses Begriffspaar symmetrisch genannt. Das gilt z. B. für das Begriffspaar links – rechts; denn links von links bleibt links und rechts von rechts bleibt rechts. Das ist nicht nur im Politischen so, sondern auch im Straßenverkehr. Das Begriffspaar links – rechts ist somit ein symmetrisches Begriffspaar.
Außer der mehrfachen Anwendung der Begriffspaare auf ihren Objektbereich, lässt sich noch die Frage stellen, ob die Begriffe eines Begriffspaares von der Art sind, dass sie beide gleichzeitig auf ein Objekt angewandt werden können oder ob dies nicht der Fall, so dass die beiden Begriffe auf verschiedene Objekte anzuwenden sind. Lassen sich Begriffspaare auf ein Objekt anwenden, dann heißen sie umgreifende Paare, wenn sie nur auf verschiedene Objekte anwendbar sind, so werden diese Begriffspaare gliedernde Begriffspaare genannt. Umgreifende Begriffspaare sind etwa Form – Inhalt oder innen – außen. Gliedernde Begriffspaare sind beispielsweise vergänglich – unvergänglich, groß – klein, schwer – leicht, männlich – weiblich, vergangen – zukünftig usw.

## Historisch bedeutsame Begriffspaare
Das erste Auftreten von Begriffspaaren findet sich in der griechischen Antike bei Anaximander (-610 bis -545), einem Schüler von Thales von Milet (-624 bis -544). Nach den Zeugnissen von Aristoteles (-383 bis -321) und Simplikios (ca. 500 bis ca. 560) habe Anaximandros „die Entstehung der Dinge... infolges einer Ausscheidung der Gegensätze“ angenommen, und Gegensätze seien „warm und kalt, trocken und feucht“ und viele mehr.
 Dies ist hier noch erheblich weiter auszuführen etwa für die Begriffspaare Herr – Sklave, Herrscher – Beherrschte, Schöpfer – Geschöpf, Erzeuger – Erzeugtes, Allgemeines – Einzelnes, Form – Stoff, Wirkliches – Potentielles, Heiliges – Profanes, translunar – sublunar, These – Antithese usw.